# Max Lohest
Maximin Marie Joseph Lohest (Lieja, Bélgica, 8 de septiembre de 1857-1926), conocido como Max Lohest, fue un geólogo e ingeniero de minas famoso por ser uno de los descubridores de los restos esqueléticos de la cueva de Spy, conocidos como hombre de Spy, en 1887.
Trabajó para el Institut archéologique Liégeois durante más de un cuarto de siglo.
En 1886, junto a Marcel de Puydt, descubre tres cuerpos fosilizados en la cueva de Spy. Los restos son descritos por el propio Lohest y Julien Fraipont al año siguiente, 1887. Años después fueron catalogados como Homo neanderthalensis, al igual que otros restos que se habían descubierto anteriormente en Europa (Engis, 1829; Gibraltar, 1848 y Neanderthal, 1856).